# 王店粮仓群
王店粮仓群即王店米厂苏式圆筒粮仓群，位于中国浙江省嘉兴市秀洲区王店镇四喜社区长水塘东岸、塘东街13号院内，原为王店米厂集中储存粮食的仓库，建于20世纪50年代，2002年米厂改制后大部分闲置。
原米厂沿河而建，西侧临水处原有石码头用于粮食运输中转（今已损毁）。粮仓群共有粮仓14个，由南向北分三排平行错位等距离排列（各粮仓间等距7.8米），现分别存有6个、5个和3个。每一粮仓的形式和尺寸基本相同，均为直径12米、层高8.15米的圆筒形，屋顶为六面青瓦顶，内部采用木梁架，四周为混凝土墙体，大门距地面约2米。